# Футбол на літніх Олімпійських іграх 1908
На Олімпійських іграх 1908 у Лондоні (Велика Британія), офіційний турнір з футболу між національними командами було проведено вперше.
Футбол на двох попередніх Олімпійських іграх проводився між різними командами та клубами. 
В цьому турнірі взяли участь вісім національних команд (в тому числі дві з Франції), а Угорщина та Богемії зняли свої команди перед стартом. Гравець збірної Данії Софус Нільсен встановив рекорд, забивши 10 м'ячів у матчі зі збірної Франції, загальний рахунок: 17-1. Також представляв данську команду знаменитий математик Харальд Бор. Збірна Великої Британії стала переможцем турніру. 

## Учасники
| 1-е місце       | 2-е місце | 3-є місце  |
| --------------- | --------- | ---------- |
| Велика Британія | Данія     | Нідерланди |

- Велика Британія
- Данія
- Нідерланди
- Швеція
- Франція-«A»
- Франція-«B»
- Угорщина
- Богемія

## Фінал
| 24 жовтня 1908 |

| Велика Британія          | 2:0 | Данія |
| ------------------------ | --- | ----- |
| Чепмен (20) Вудворд (46) |     |       |

| Лондон |

| Велика Британія | Данія |
| Гаролд Бейлі, Вільям Корбет, Герберт Сміт, Кеннет Гант, Фредерік Чепмен, Роберт Говкс, Артур Беррі, Вівіан Вудворд, Губерт Степлі, Клод Парнел, Гаролд Гардмен | Людвіґ Дрешер, Чарльз Бухвальд, Гаральд Гансен, Гаральд Бор, Крістіан Міддельбю, Нільс Міддельбю, Оскар Нільсен-Нерланд, Авґуст Ліндґрен, Софус Нільсен, Вільгельм Вольфгаґен, Бйорн Расмуссен |